# Tempos Difíceis (filme)
Tempos Difíceis é um filme a preto e branco luso-britânico do género drama, realizado e escrito por João Botelho, com base no romance Hard Times de Charles Dickens. Foi protagonizado por Henrique Viana, Julia Britton, Isabel de Castro, Isabel Ruth e Eunice Muñoz. Estreou-se em Portugal a 30 de setembro de 1988. O filme foi escolhido para representar Portugal na competição do Óscar de melhor filme estrangeiro da edição de 1989.

## Elenco
- Henrique Viana como José Grandela
- Julia Britton como Luísa Cremalheira
- Eunice Muñoz como senhora Vilaverde
- Ruy Furtado como Tomás Cremalheira
- Isabel de Castro como Teresa Cremalheira
- Joaquim Mendes como Sebastião
- Isabel Ruth como esposa de Sebastião
- Inês de Medeiros como Cecília

## Reconhecimentos
| Ano  | Prémios                                                     | Categorias                                              | Destinatários e nomeados | Resultado   | Referências             |
| ---- | ----------------------------------------------------------- | ------------------------------------------------------- | ------------------------ | ----------- | ----------------------- |
| 1988 | Festival Internacional de Cinema de Veneza                  | Prémio da Federação Internacional de Críticos de Cinema | Tempos Difíceis          | Venceu      | [ 2 ] [ 3 ] [ 4 ] [ 5 ] |
| 1988 | Festival Internacional de Cinema de Veneza                  | Leão de Ouro                                            | João Botelho             | Indicado    | [ 2 ] [ 3 ] [ 4 ] [ 5 ] |
| 1988 | Festival Internacional de Cinema de Veneza                  | Prémio Europeu                                          | Tempos Difíceis          | Venceu      | [ 2 ] [ 3 ] [ 4 ] [ 5 ] |
| 1988 | Prémios do Instituto Português do Cinema                    | Melhor interpretação feminina                           | Eunice Muñoz             | Venceu      | [ 2 ] [ 3 ] [ 4 ] [ 5 ] |
| 1988 | Prémios do Instituto Português do Cinema                    | Melhor direção de fotografia                            | Elso Roque               | Venceu      | [ 2 ] [ 3 ] [ 4 ] [ 5 ] |
| 1988 | Prémios do Instituto Português do Cinema                    | Melhor música original                                  | António Pinho Vargas     | Venceu      | [ 2 ] [ 3 ] [ 4 ] [ 5 ] |
| 1988 | Prémios do Instituto Português do Cinema                    | Melhor som                                              | Joaquim Pinto            | Venceu      | [ 2 ] [ 3 ] [ 4 ] [ 5 ] |
| 1989 | 61.º Óscar da Academia de Artes e Ciências Cinematográficas | Óscar de melhor filme estrangeiro                       | Tempos Difíceis          | Não nomeado | [ 2 ] [ 3 ] [ 4 ] [ 5 ] |